# Antarktisfische
Die Unterordnung der Antarktisfische (Notothenioidei) ist eine Gruppe der Barschartigen. Sie stellt 75 Prozent der in antarktischen Gewässern lebenden Fischarten. Die meisten sind Grundfische, einige leben auch im freien Wasser.

## Merkmale
Antarktisfische ähneln in den meisten Fällen äußerlich den Groppen (Cottidae) der Nördlichen Hemisphäre. Ihr Körper ist mit Rund- oder Kammschuppen bedeckt. Mit Ausnahme der Schuppen entlang der Seitenlinie können sie aber auch schuppenlos sein. Normalerweise sind zwei oder drei Seitenlinien vorhanden, gelegentlich auch nur eine (wie bei allen Eisfischen (Bovichtidae)). Rippen sind nur wenig entwickelt oder fehlen ganz. Die Epineuralia (Gräten, „obere Rippen“) sind dagegen gut ausgebildet. Eine Schwimmblase fehlt. Auf jeder Kopfseite haben Antarktisfische nur eine Nasenöffnung (die meisten Knochenfische haben zwei). Der Gaumen ist für gewöhnlich unbezahnt (Ausnahme: Eisfische). Die Anzahl der Branchiostegalstrahlen liegt bei 5 bis 9. Die Bauchflossen haben einen Flossenstachel und fünf, seltener vier verzweigte Weichstrahlen, die Schwanzflosse 10 bis 19, meist weniger als 15 Hauptflossenstrahlen. Die Hartstrahlen der Rückenflosse sind meist nichtstechend.

## Evolution
Die Antarktisfische sind ein Beispiel für die adaptive Radiation, die Entstehung unzähliger neuer Arten aus einer Stammart durch die Anpassung an spezielle Lebensbedingungen und die Ausnutzung ökologischer Nischen. Geografische Isolation und fehlende natürliche Feinde begünstigen die Auffächerung.
Maßgeblich für ihre Anpassung an den unwirtlichen Lebensraum war vermutlich eine evolutionäre Schlüsselinnovation während einer Phase der globalen Abkühlung und der zunehmenden Vergletscherung der Antarktis vor etwa 35 Millionen Jahren. Viele Fische, die zuvor im warmen Südlichen Ozean gelebt hatten, starben aus. Sogenannte Anti-Frost-Proteine ermöglichten jedoch den Antarktisfischen ein Überleben bei Temperaturen nahe dem Gefrierpunkt, entdeckt wurde dieses natürliche Frostschutzmittel in den 1950er Jahren. Die körperliche Besonderheit gilt als Ausgangspunkt der Auffächerung der Notothenioidei. Heute tragen die Tiere entscheidend zur Vielfalt des antarktischen Meereslebens bei, und Räubern wie Pinguinen, Zahnwalen oder Seehunden dienen sie als Nahrung.
Offensichtlich haben auch weitere Anpassungen die Fische für die Lebensbedingungen nahe dem antarktischen Eisschild besonders tauglich gemacht. Dazu zählt beispielsweise der variierende Auftrieb der Fische ohne Schwimmblasen. Nah verwandte Arten können daher unterschiedlichste Meeresregionen bis in die Tiefsee bewohnen. So eroberten die Fische immer neue ökologische Nischen, während potenzielle Konkurrenten in der eisigen Umgebung für immer verschwanden. Die heutige Verschiedenartigkeit ist demnach nicht nur die Folge einer einzigen Schlüsselinnovation, die Entstehung des Anti-Frost-Proteins ist nur einer von vielen Faktoren für die erstaunliche Auffächerung der Stammart.

## Systematik
Als nächste Verwandte und Schwestergruppe der Antarktisfische galten lange Zeit die Aalmutterartigen (Zoarcoidei), die meist die nördlichen kalten Meere bewohnen, oder die Drachenfische (Trachinoidei), die in modernen Systematiken kein gültiges Taxon mehr bilden. Einer neueren Untersuchung zufolge sind die Antarktisfische die Schwestergruppe einer großen Klade barschartiger Fische, zu der u. a. Groppenverwandte, Aalmutterartige, Stichlingsartige, Knurrhähne und Felsenbarsche gehören.
Die Antarktisfische werden in neun Familien, ca. 45 Gattungen und über 150 Arten gegliedert. Drei Familien, die Percophidae, die Eleginopsidae und die Pseudaphritidae, sind monotypisch, eine weitere, die Nototheniidae sind nicht monophyletisch.
- Familie Percophidae[2]
- Familie Eisfische (Bovichtidae)
- Familie Katadrome Eisfische (Pseudaphritidae)
- Familie Patagonien-Schleimfische (Eleginopidae)
- Überfamilie CryonotothenioideaRiesen-Antarktisdorsch (Dissostichus mawsoni)

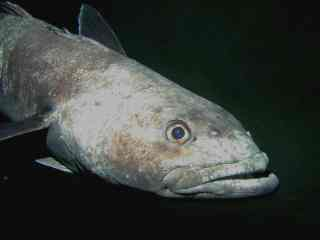
Riesen-Antarktisdorsch (Dissostichus mawsoni)

  - Familie Antarktisdorsche (Nototheniidae)
    - Unterfamilie Nototheniinae
    - Unterfamilie Pleurogrammatinae
    - Unterfamilie Trematominae

  - Familie Harpagiferidae[4]
    - Unterfamilie Harpagiferinae
    - Unterfamilie Artedidraconinae

  - Familie Antarktisdrachenfische (Bathydraconidae)
  - Familie Krokodileisfische (Channichthyidae)

Die ersten vier Familien leben mit Ausnahme von einer Eisfischart nicht im Südpolarmeer, aber auf der Südhalbkugel der Erde, die übrigen bilden eine antarktische Klade, die Cryonotothenioidea. Von den 49 Arten der Antarktisdorsche sind 33 antarktisch, 16 nicht antarktisch. Alle Arten der letzten vier Familien sind antarktisch.